# Адаб аль-Муфрад
Аль-Ада́б аль-Му́фрад (араб. الأدب المفرد‎) — вторая по известности после Сахих аль-Бухари работа имама аль-Бухари, суннитский сборник, содержащий 1300 хадисов, касающихся самых разных тем, вроде семейных отношений, каллиграфии, покупок, манеры походки, этикета при приёме гостей, обращения со старшими, правильной речи, куньи, имён, воспитания детей, обращения с животными и немусульманами, обрезания, сна и т. д.